# Condado de Grant (Arkansas)
El condado de Grant (en inglés: Grant County), fundado en 1870, es un condado del estado estadounidense de Arkansas. En el 2000 tenía una población de 16 464 habitantes con una densidad poblacional de 10.06 personas por km². La sede del condado es Sheridan.

## Geografía
Según la Oficina del Censo, el condado tiene un área total de 1639 km² (632,8 mi²), de la cual 1637 km² (632 mi²) es tierra y 3 km² (1,2 mi²) es agua.

### Condados adyacentes
- Condado de Saline (norte)
- Condado de Pulaski (noreste)
- Condado de Jefferson (este)
- Condado de Cleveland (sureste)
- Condado de Dallas (sur)
- Condado de Hot Spring (oeste)

### Ciudades y pueblos
- Leola
- Poyen
- Prattsville
- Sheridan
- Tull

## Mayores autopistas
- U.S. Highway 167
- U.S. Highway 270
- Carretera 35
- Carretera 46